# Jerzy Iwanow-Szajnowicz

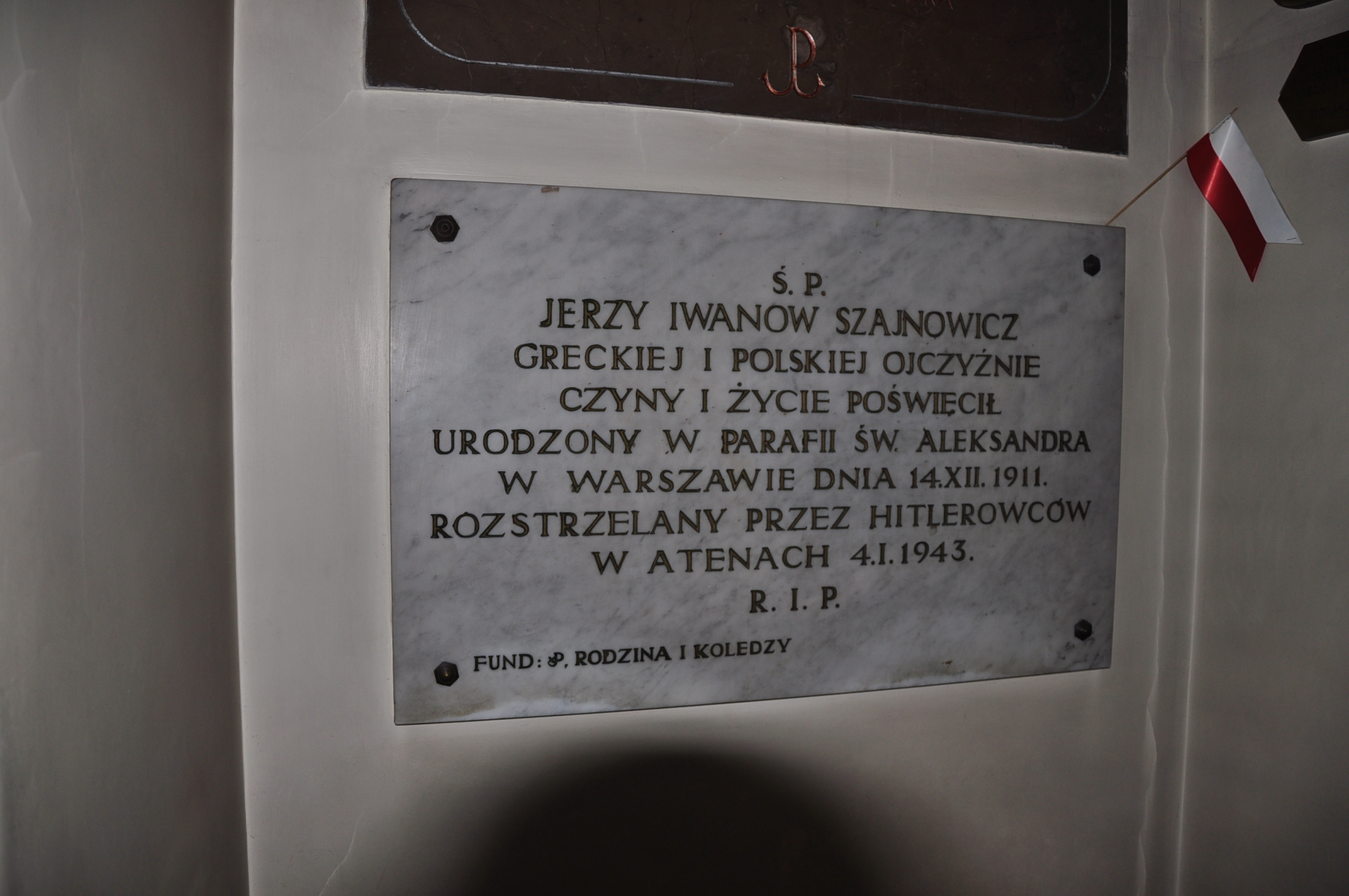
Tablica w parafii miejsca urodzenia – kościół Św. Aleksandra w Warszawie

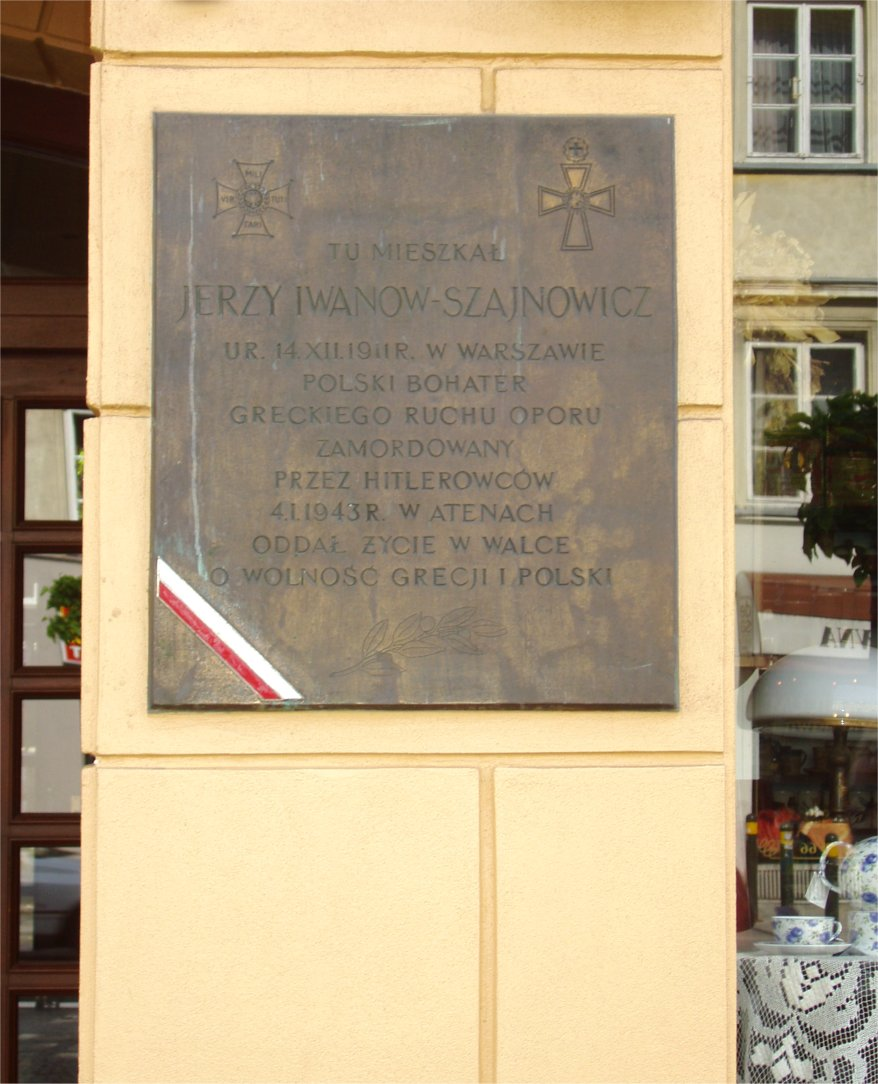
Tablica przy ul. Nowy Świat w Warszawie

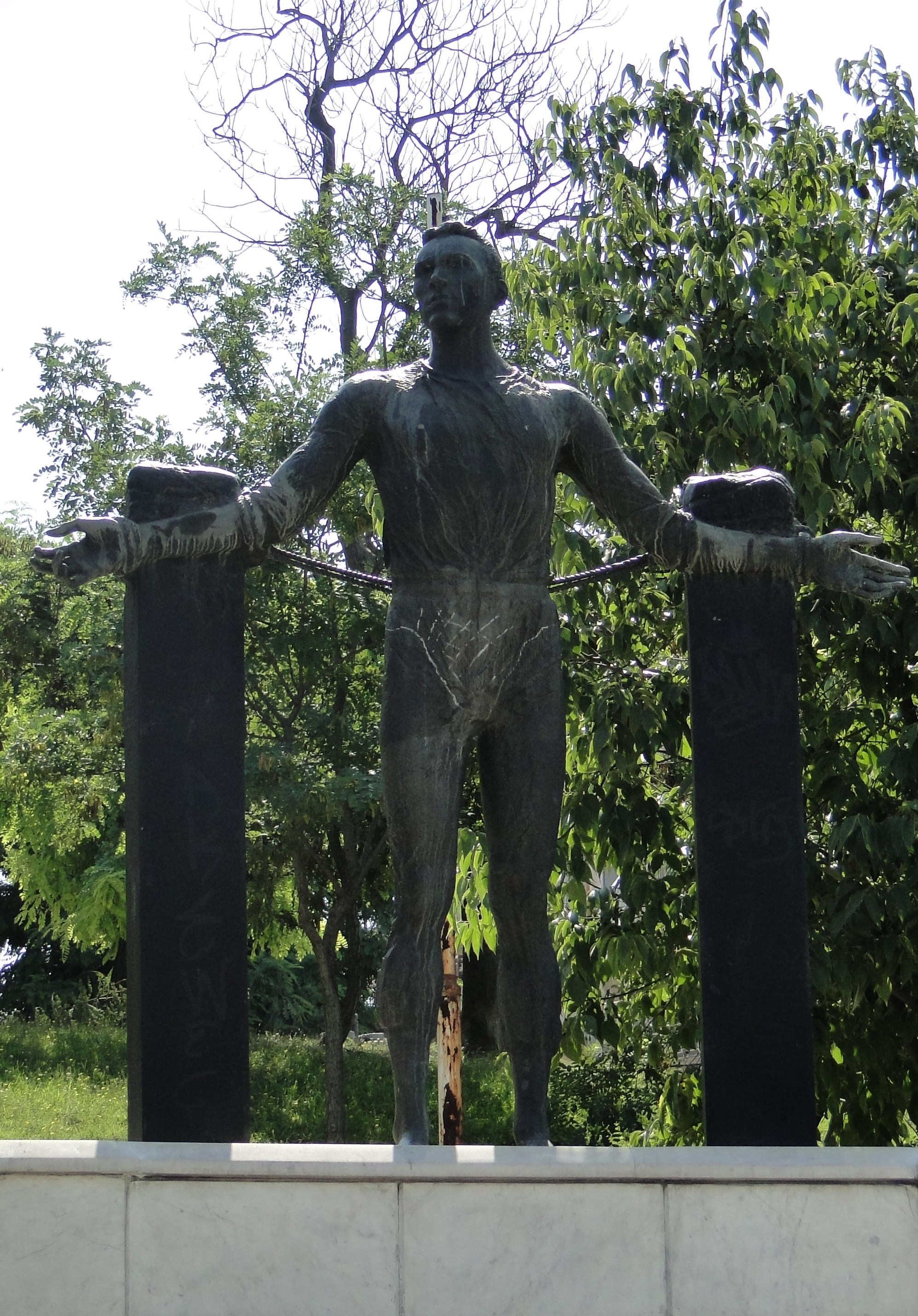
Pomnik Jerzego Iwanowa-Szajnowicza w Salonikach

Jerzy Iwanow-Szajnowicz, właśc. Jerzy Iwanow (ur. 14 grudnia 1911 w Warszawie, zm. 4 stycznia 1943 w Atenach) – polski harcerz, sportowiec, pływak, w czasie II wojny światowej agent brytyjskich i polskich służb specjalnych, bohater greckiego ruchu oporu.

## Życiorys
Był synem rosyjskiego pułkownika, Władimira Iwanowa i Polki Leonardy Szajnowicz. Dzieciństwo spędził w Warszawie. Mieszkał z rodzicami przy ul. Sosnowej 13. Gdy matka wyszła ponownie za mąż za Greka Jannisa Lambrianidisa w 1925, wraz z rodziną przeprowadził się do Salonik. Od 1927 trenował grę w piłkę nożną i piłkę wodną w KS Iraklis Saloniki. Od 1928, jako reprezentant tego klubu w piłce wodnej, nie opuścił żadnych ważniejszych zawodów. Był znakomitym pływakiem. W latach 1931–1935 startował we wszystkich ogólnogreckich zawodach pływackich. 20 listopada 1935 uzyskał obywatelstwo polskie. Wspólnie z bratem, Antonisem Lambrianidisem zwyciężył w ważnych greckich zawodach żeglarskich w 1936. W czerwcu 1937 został członkiem klubu AZS. Członek drużyny piłki wodnej AZS Warszawa i reprezentacji Polski w piłce wodnej.
Maturę zdał w Liceum Francuskiej Misji Świeckiej w 1933, w 1938 ukończył – jako magister nauk rolniczych – Katolicki Uniwersytet w Lowanium. W sierpniu 1939 uzyskał dyplom Institut d’Agronomie de la France d’Outre-Mer. Był poliglotą – oprócz polskiego opanował świetnie języki: angielski, rosyjski, francuski, niemiecki i grecki.
Wybuch wojny zastał go w Grecji. W latach 1939–1940 starał się drogą korespondencyjną o wcielenie w szeregi Polskich Sił Zbrojnych. Od kwietnia 1941 przebywał w Palestynie. Oczekiwał na skierowanie do Brygady Karpackiej, jednak ostatecznie trafił do służby brytyjskiej. Jako człowiek British Special Operations Executive unit No.004 w Kairze został agentem brytyjskiego wywiadu. Po przeszkoleniu w Aleksandrii został w październiku 1941 (pod kryptonimem „033 B”) przetransportowany na pokładzie brytyjskiego okrętu podwodnego „Thunderbolt” do Grecji, gdzie przyjął fałszywe konspiracyjne nazwisko Kiriakos Paryssis.
We współpracy z szerokim spektrum greckiego ruchu oporu, w tym z organizacjami patriotycznymi i postaciami zaliczonymi następnie do rdzenia jego legendy prowadził działalność szpiegowską i sabotażową. Przekazywał dowództwu angielskiemu informacje o niemieckich instalacjach wojskowych w Grecji, ruchach wojsk niemieckich i włoskich, konwojach płynących do Afryki Północnej. Grupa Iwanowa zniszczyła lub uszkodziła około 400 samolotów niemieckich i włoskich, sabotując dodatkiem opiłków żelaznych ich silniki, remontowane w zakładach Bracia Maltsinioti w Atenach. Wykorzystując umiejętności pływackie, dzięki pomocy greckich konspiratorów, Iwanow miał osobiście minować i niszczyć niemieckie okręty podwodne i transportowe w porcie i na redzie. Należy jednak zaznaczyć, że działalność Szajnowicza-Iwanowa obrosła w mity, w dużej mierze na podstawie powieści Stanisława Strumph-Wojtkiewicza, zawierającej elementy fikcji. Przypisywane jest mu w literaturze zatopienie niemieckiego okrętu podwodnego U-133 za pomocą podłożonej bomby, jednakże opis ten jest fikcyjny, a w rzeczywistości okręt ten zatonął 14 marca 1942 roku na minie (być może doszło do przypisania tego Szajnowiczowi podczas wojny, lub on sam to podawał dla celów propagandowych). Brak jest również jakichkolwiek dowodów na zatopienie lub choćby uszkodzenie przez niego greckiego niszczyciela „Vasilefs Georgios” zdobytego przez Niemców – być może było to rozgłaszane dla propagandy. Brak również przesłanek świadczących o uszkodzeniu przez niego okrętu podwodnego U-372, przed jego zatopieniem przez brytyjskie okręty. Trudno zweryfikować także ogólnikowe opisy literackie topienia lub uszkadzania innych statków i okrętów.
Trzykrotnie ujęty przez gestapo, dwukrotnie zdołał zbiec. Po raz pierwszy już w grudniu 1941 został zadenuncjowany przez znajomego i schwytany przez gestapo, zbiegł w czasie przewożenia go samochodem. 8 września 1942, rozpoznany i zdradzony przez znajomego, został aresztowany w Atenach po raz trzeci. 2 grudnia otrzymał od sądu niemieckiego potrójny wyrok śmierci. Zwierzchnik greckiego kościoła prawosławnego, arcybiskup Aten Damaskin, usiłował ocalić Iwanowowi życie, odwiedzając więźnia w celi i jednocześnie interweniując u Niemców i u aliantów, z sugestią wymiany ważnych jeńców wojennych. Do propozycji tych jednakże przychylnie odniosła się tylko strona niemiecka. Skazaniec zginął 4 stycznia 1943, najpierw raniony przez SS-mana podczas próby ucieczki z miejsca straceń – strzelnicy wojskowej w dzielnicy Aten Kiesariani, następnie rozstrzelany z innymi skazańcami. Według źródeł greckich przed śmiercią wołał jeszcze „Niech żyje Grecja, niech żyje Polska” – Ζήτω η Ελλάς! Ζήτω η Πολωνία! Spoczął na trzecim cmentarzu dzielnicy Nikea, w Atenach.

## Międzynarodowe uznanie zasług

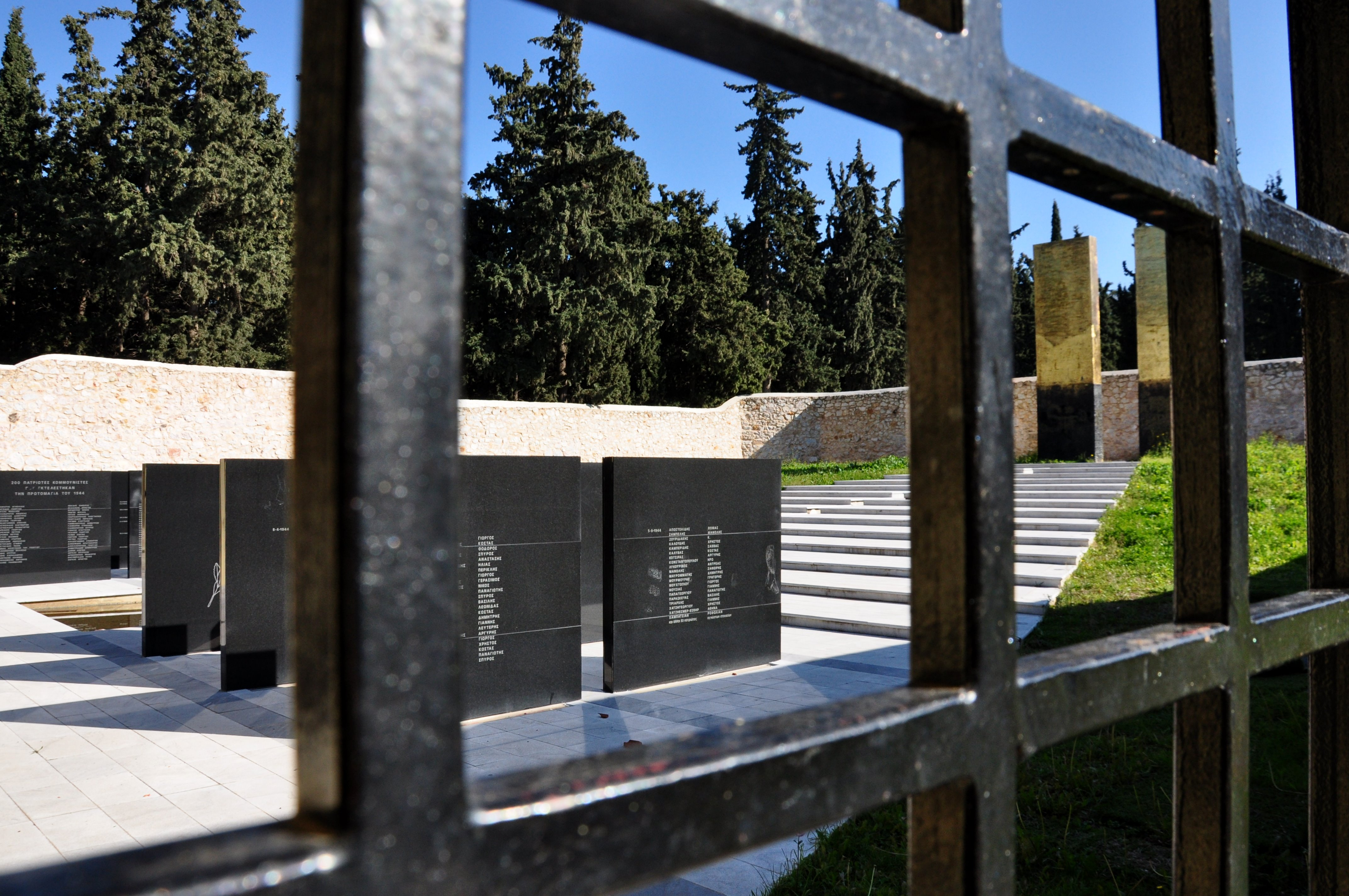
Kiesariani, obecnie dzielnica Aten – prawdopodobnie to tutaj rozstrzelano Jerzego Iwanowa-Szajnowicza

W lipcu 1945 marszałek, Harold Alexander ogłosił podziękowanie dla Iwanowa w imieniu Narodów Sprzymierzonych, a królowa Elżbieta II w kilka lat po śmierci agenta, przekazała rodzinie zmarłego 1000 funtów w uznaniu jego zasług.
Jego imieniem (Ιβανώφειο – Iwanofio) nazwano m.in. halę sportową Salonik, jego macierzystego klubu Iraklis. Według ocen greckich, bohater obu narodów okazał się też najskuteczniejszym sabotażystą, jakim Alianci dysponowali w całym okresie II wojny światowej.
W Polsce, imieniem Jerzego Iwanowa-Szajnowicza, nazwano ulice takich miast jak: Warszawa, Kraków, Szczecin, Kielce, Częstochowa, Sochaczew, Włocławek, Zgorzelec.
Jest patronem 24 Piotrkowskiej Drużyny Harcerskiej „PORT”.
W 2021 r. Poczta Polska wprowadziła do obiegu znaczek pocztowy przedstawiający Jerzego Iwanowa-Szajnowicza. Jego nakład wyniósł 10 milionów sztuk.

## W kulturze
Bohater literacki biograficznej powieści Stanisława Strumph-Wojtkiewicza Agent Nr. 1. W 1971 nakręcono w Polsce film – dramat sensacyjny na kanwie wydarzeń z działalności szpiegowskiej i dywersyjnej Iwanowa-Szajnowicza w Grecji, pt. Agent nr 1, w reż. Zbigniewa Kuźmińskiego z Karolem Strasburgerem w roli głównej.

## Odznaczenia pośmiertne
- Krzyż Srebrny Orderu Wojennego Virtuti Militari – 30 marca 1945 (Polska)[36]
- Krzyż Jerzego – 5 marca 1962 (Wielka Brytania)[37]
- Złoty Krzyż Męstwa – 25 maja 1976 (Grecja)[38]